# Motor Wankel

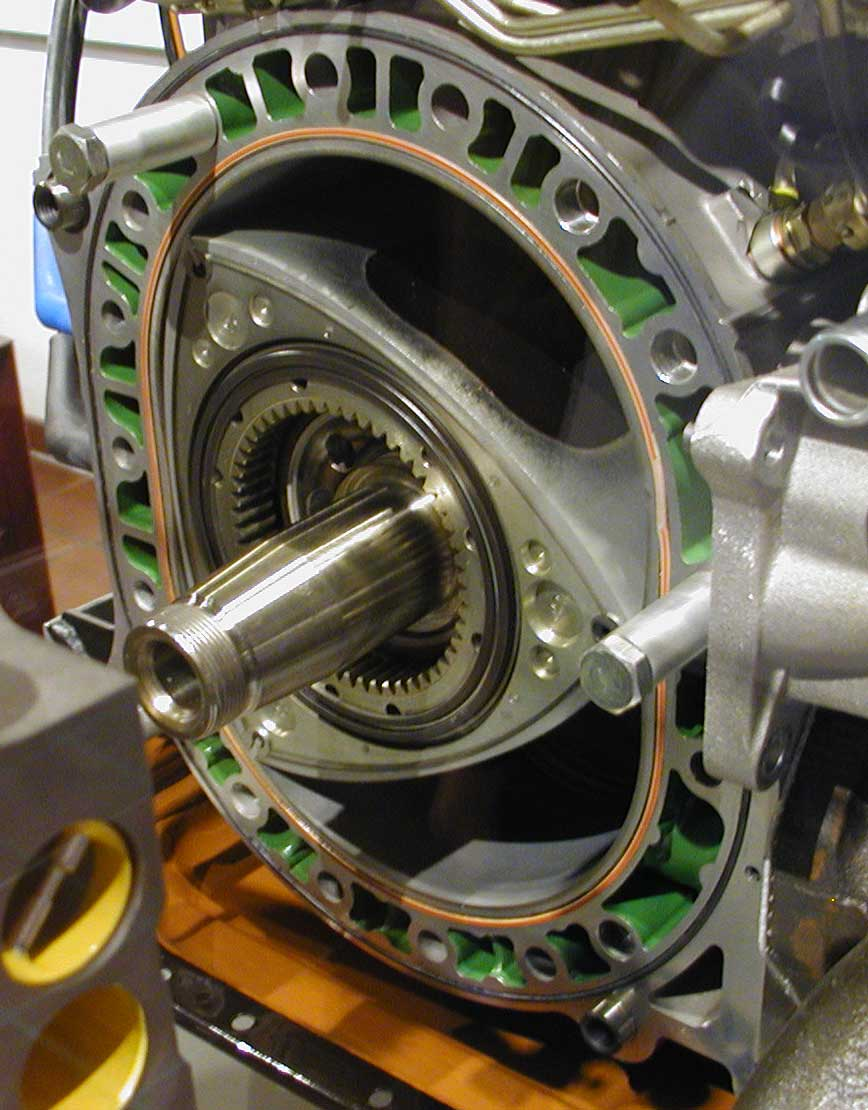
Motor Wankel en el Deutsches Museum en Múnich (Alemania)

El motor Wankel (también conocido como motor rotativo) es un tipo de motor de combustión interna, ideado por Félix Wankel, y convertido en algo práctico por Walter Froede; que utiliza rotores en vez de los pistones de los motores alternativos.
Wankel concibió su motor rotativo en 1924 y obtuvo la patente en 1926 (CA360492; FR1133762; FR1166192; FR888513). Durante los años 1940 se dedicó a mejorar el diseño, y también ideó un motor para torpedo con válvulas rotativas en cabeza, Jumo KM 8. En los años 1950 y los 1960 se hicieron grandes esfuerzos en desarrollar los motores rotativos Wankel. Eran especialmente interesantes por funcionar de forma suave y silenciosa, y con escasas averías, gracias a la simplicidad de su diseño.

## Funcionamiento

Animación de un motor Wankel

Elementos de un motor Wankel
1. Lumbrera de admisión
2. Lumbrera de escape
3. Trocoide (estator)
4. Cámaras
5. Piñón
6. rotor
7. Corona
8. Eje excéntrico (cigüeñal)
9. Bujías

Un motor rotativo o Wankel es un motor de combustión interna que funciona de una manera completamente diferente a los motores alternativos.
Es un motor rotativo de cuatro tiempos, pero en zonas distintas del estator o bloque, con el pistón moviéndose sin detenciones de un tiempo a otro. Más concretamente, la envolvente es una cavidad con forma de 8, dentro de la cual se encuentra un rotor triangular o triángulo-lobular que realiza un giro de centro variable (rotor excéntrico). Este pistón transmite su movimiento rotatorio a un eje cigüeñal que se encuentra en su interior, y que gira ya con un centro único.
Al igual que un motor de pistones, el rotativo utiliza la presión producida por la combustión de la mezcla aire-combustible. La diferencia radica en que esta presión está contenida en la cámara formada por una parte de la envolvente o estator y cerrada por uno de los lados del rotor triangular, que en este tipo de motor reemplaza a los pistones. Estos motores, en su mayoría, desarrollan una mayor potencia que los cilíndricos debido a una mayor compresión aero-explosiva, por ejemplo un 2 rotores equivale en potencia a un 6 cilindros de motor convencional.
El rotor sigue un recorrido en el que mantiene sus 3 vértices en contacto con el "estator" o "epitrocoide", delimitando así tres compartimentos separados de mezcla. A medida que el rotor gira dentro de la cámara, cada uno de los 3 volúmenes se expande y contrae alternativamente; es esta expansión-contracción la que aspira el aire y el combustible hacia el motor, comprime la mezcla, extrae su energía expansiva y luego expulsa los gases quemados hacia el escape.

## Ventajas e inconvenientes

### Ventajas
- Menos piezas móviles: el motor Wankel tiene menos piezas móviles que un motor convencional, tan solo cuatro piezas: bloque, rotor (que a su vez está formado por segmentos y regletas), árbol motor y sistema de refrigeración/engrase (similar a los que montan los motores de pistón). Esto contribuye a una mayor fiabilidad.
- Suavidad de marcha: todos los componentes de un motor rotativo giran en el mismo sentido, en lugar de sufrir las constantes variaciones de sentido a las que está sometido un pistón. Están equilibrados internamente con contrapesos giratorios para suprimir cualquier vibración. Incluso la entrega de potencia se desarrolla en forma más progresiva, dado que cada etapa de combustión dura 90° de giro del rotor y a su vez como cada vuelta del rotor representa tres vueltas del eje, cada combustión dura 270° de giro del eje, es decir, 3/4 de cada vuelta; se compara con un motor monocilíndrico, en el que cada combustión transcurre durante 180° de cada dos revoluciones, o sea 1/4 de cada vuelta del cigüeñal: se produce una combustión cada 120° del rotor y 360° del eje. Un motor Wankel de dos rotores equivale en uniformidad de par a un motor de seis cilindros alternativo.
- Menor velocidad de rotación: dado que los rotores giran a 1/3 de la velocidad del eje y al tocar el estator, las piezas principales del motor se mueven más lentamente que las de un motor convencional, aumentando la fiabilidad. Una vez resueltos los problemas iniciales para la elección de los materiales más adecuados, los segmentos siempre están en movimiento respecto a las partes fijas, no hay puntos muertos como en los motores alternativos. Precisamente los mayores desgastes se producen en esos puntos muertos, donde al no haber velocidad relativa de una pieza respecto a otra no hay lubricación (ver tribología).
- Menores vibraciones: dado que las inercias internas del motor son muy pequeñas (no hay bielas, ni volante de inercia, ni recorrido de pistones, ni movimiento), solo se producen pequeñas vibraciones en la excéntrica.
- Menor peso: debido al menor número de piezas que forman el motor en comparación con los de pistones y dado que generalmente se construyen motores de dos o tres rotores de 600 cc o 700 cc cada uno, ayuda a conseguir un menor peso final del motor.

### Inconvenientes
- Emisiones: es más complicado (aunque no imposible) ajustarse a las normas de emisiones contaminantes, ya que trabaja igual que un motor de dos tiempos, consumiendo aire, combustible y aceite.
- Costos de mantenimiento: al no estar tan difundido, su mantenimiento resulta más complejo por la dificultad en encontrar personal con formación adecuada en este tipo de motor.
- Consumo: la eficiencia termodinámica (relación energía disponible en el combustible / potencia efectiva) se ve reducida por la forma alargada de las cámaras de combustión, con una alta relación superficie/volumen.
- Difícil estanqueidad: resulta muy difícil aislar cada una de las tres secciones del rotor, que deben ser estancas unas respecto a otras para un buen funcionamiento. Además, en los primeros modelos se hacía necesario cambiar el sistema de estanqueidad cada seis años aproximadamente, por su desgaste, que puede reducirse manteniendo una pequeña proporción de aceite mezclado directamente en el combustible +1%, las bombas fallan, con lubricantes sólidos tipo MoS2, y redondeando las aristas de las lumbreras y huecos de las bujías, para evitar choques bruscos entre los segmentos de estanqueidad y el estator.
- Sincronización: la sincronización de los distintos componentes del motor debe ser muy buena para evitar que el encendido de la mezcla se inicie antes de que el pistón rotativo se encuentre en la posición adecuada. Si el encendido es precoz, empujará en sentido contrario al deseado, pudiendo averiar el motor.
- Encendido: El número y la situación de las bujías influían en el rendimiento del motor y en su complejidad: han evolucionado a una única bujía por cámara para la mayoría de aplicaciones, como en los motores alternativos, Toyota obtuvo una mejora de 9% en la economía con una bujía de incandescencia y válvulas de láminas en la lumbrera periférica de admisión (SAE paper 790435, T Kohno y col).
- Mantenimiento: Los segmentos que garantizan la estanqueidad debían cambiarse en plazos determinados debido al desgaste producido por el constante rozamiento de los vértices del rotor con la superficie de revestimiento de la epitrocoide, asunto solucionado desde los años 70.
- Freno motor El motor rotativo Wankel, como los motores de 2T, tiene menos freno motor que los motores alternativos de 4T, por lo que los vehículos que lo usan precisan unos frenos de mayores dimensiones.

## Historia

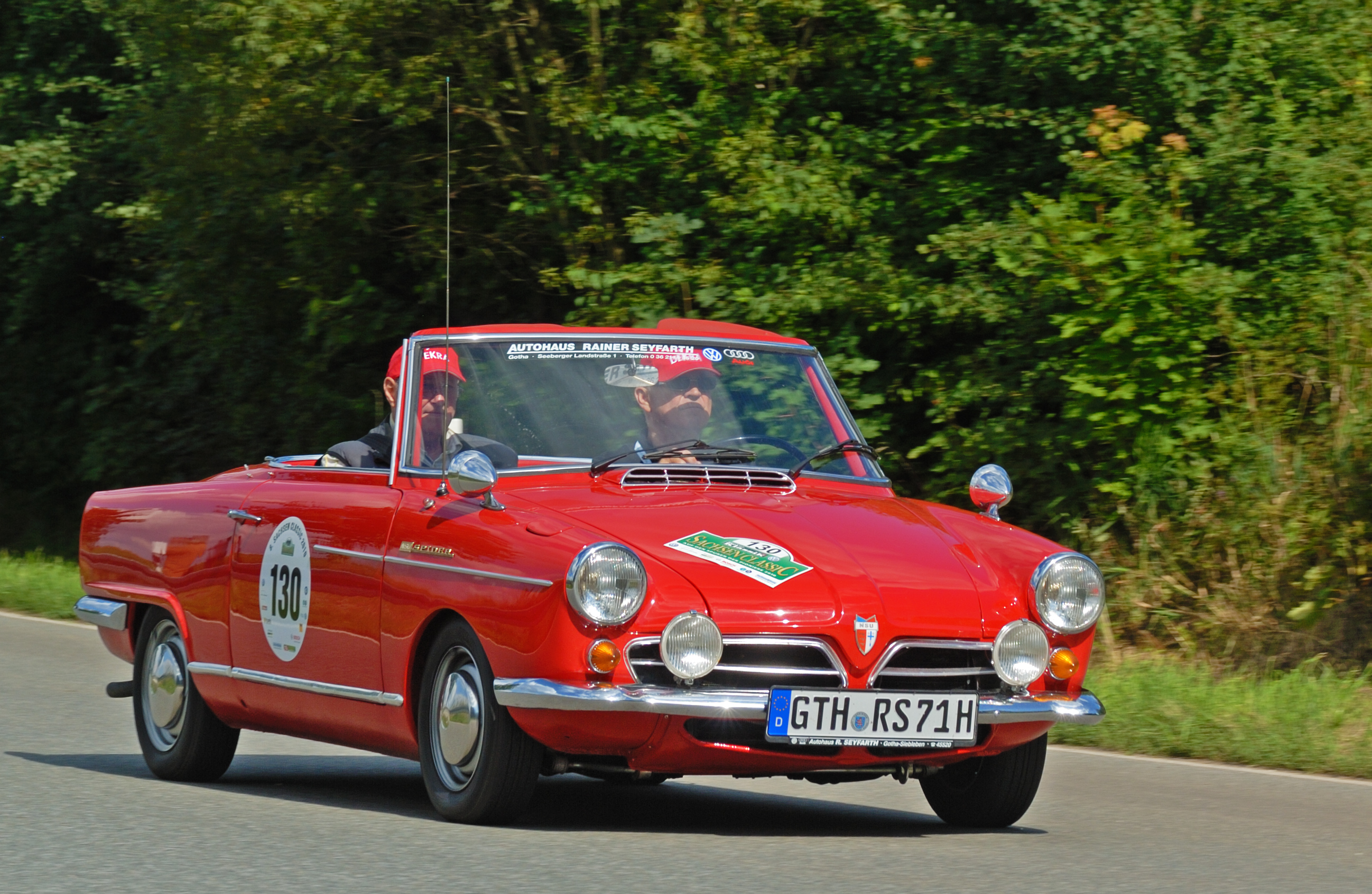
El NSU Spider fue el primer coche de producción en el mundo propulsado por un motor rotativo Wankel

Hacia 1972 se presentaron algunos prototipos de motocicletas con motor Wankel de dos rotores: la Yamaha RZ-201 (Patente US N.º 396448) y la Kawasaki X-99 (Pat US 3848574), que aunque aseguraron haber resuelto los problemas técnicos planteados, no llegaron a fabricarse en serie. DKW-Hercules tuvo en venta entre 1970 y 1975 una motocicleta, la W-2000, con un motor Sachs KC-27 refrigerado por aire, de un desplazamiento equivalente a 600 cc y 27 CV. En Gran Bretaña, David W. Garside -SAE paper 821068- desarrolló a partir del motor de esa DKW un motor Wankel de dos rotores para motocicletas, en versiones con refrigeración por aire y por líquido, los rotores iban refrigerados por la mezcla que llegaba a la admisión, que fueron instalados en la Norton Commander, Norton Classic, y la Norton Interpol; Suzuki también fabricó una moto con motor Wankel, la RE-5. John Deere Inc., en EE. UU., invirtió un gran esfuerzo de investigación en motores rotativos y diseñó una versión multirotor que era capaz de usar varios tipos de combustible sin tener que cambiar el motor. El diseño fue propuesto como sistema motor para varios vehículos de combate de la Marina estadounidense en los últimos años de la década de 1980.
Ingersoll-Rand fabricó y vendió durante más de diez años un motor para usos industriales que quemaba gas, con un desplazamiento de 41 litros, 1000 CV y un solo rotor. Curtiss-Wright ha fabricado diversos prototipos de motor para automoción y aviación general, en ésta tendrían la ventaja del menor peso, ausencia de vibraciones y una mejor pauta de funcionamiento en caso de averías, que nunca serían instantáneas, totales y catastróficas como en un motor convencional de pistones alternativos, suministrando el Wankel algo de potencia durante un tiempo, lo que permite buscar una zona de aterrizaje más segura. Rolls-Royce (D W Garside) desarrolló un motor de encendido por compresión (Diesel), con etapas de compresión y combustión independientes. Graupner vendió un mini-motor para aeromodelos de 4'5 cc.
La japonesa Yanmar Diesel fabricó varios motores pequeños, incluso una motosierra Wankel, Sachs fabricó en serie varios motores refrigerados por aire y mezcla, uno de ellos equipó una motosierra, y otro una segadora de césped francesa: Outils Wolf Rotondor, que para reducir costes no llevaba segmentos en la parte inferior del rotor, que iba en posición horizontal. También Kawasaki patentó un motor con refrigeración por mezcla aire-combustible (Pat US 3991722), y un procedimiento para mejorar la combustión y con ello el consumo y la emisión de contaminantes (Pat. U.S. 3848574) y presentó un prototipo de motocicleta con un motor bi-rotor, la Kawasaki X-99, que no llegó a entrar en producción, como tampoco lo hizo un modelo similar de Yamaha, la RZ-201. La línea de rotativos para aviones ligeros desarrollados a partir de los modelos de Norton, fabricados con la marca Mid-West Aeroengines, pasó a la austriaca Diamond Engines, después Austro Engines; hoy Aixro ofrece un monorotor de 294 cc por cámara, basado en el mismo diseño de Sachs, para una potencia continua de 40 CV, destinado a aviación ultraligera.
Tras un uso ocasional en automóviles, por ejemplo NSU con sus modelos Spider y Ro 80 y el prototipo Audi 200, que hacia 1975 montaba en una carrocería de Audi 100 un motor Wankel KKM 871, con 3.000 cc, admisión por lumbreras laterales, 170 CV a 6500 rpm y un par motor de 220 Nm a 3500 rpm, o Citroën con el M 35 y GS Birrotor, e intentos fracasados llevados a cabo por General Motors que anunció haber resuelto el problema del consumo, pero no lograrlo en el mismo diseño el de las emisiones en los gases de escape, o Mercedes-Benz (véase el prototipo Mercedes-Benz C111); la compañía japonesa Mazda ha sido la que ha hecho un mayor uso de motores Wankel en automóviles. En China, el profesor Teluan Chen estuvo al frente de una amplia línea de investigación en motores Wankel, obteniendo resultados valiosos.
Después de muchos años de desarrollo, y miles de prototipos experimentales, Mazda lanzó sus primeros coches con motores Wankel en los primeros años 1970. Aunque la mayoría de los clientes adoraban estos coches, especialmente por su suavidad, tuvieron la mala suerte de ser puestos a la venta en una época de grandes esfuerzos para reducir las emisiones y aumentar la economía en combustible. Mazda abandonó el Wankel casi totalmente en el diseño de sus coches generalistas, pero continuó usando una versión biturbo de entrada en funcionamiento secuencial y dos rotores en su mítico deportivo RX-7 hasta el final de su producción en agosto de 2002. En el 2003, la marca japonesa relanzó el motor Wankel con el RX-8, que montaba una nueva versión atmosférica del birrotor, teóricamente más fiable y con menores consumos tanto de combustible como de lubricante, la característica más novedosa de este motor es que tanto la admisión como el escape se hacen mediante lumbreras laterales, lo que elimina el solapamiento entre los tiempos de admisión y escape, y con ello el paso de mezcla sin quemar al escape, y de gases del escape al tiempo de admisión.
En el mundo de las carreras, Mazda ha tenido un éxito sustancial con sus coches de dos y cuatro rotores, y corredores privados han cosechado también un considerable éxito con coches Mazda propulsados por motores Wankel, tanto originales como modificados. En 1991 el motor Wankel llegó a uno de los mejores momentos en competición, al conseguir Mazda la victoria en las 24 Horas de Le Mans con su prototipo 787B que montaba un motor de cuatro rotores y 2.622 cc de cilindrada equivalente, con lumbreras de admisión en posición periférica y conductos de admisión de geometría variable, al estilo de un trombón de varas. Este automóvil fue el que menos consumo de combustible tuvo en la carrera de ese año, y al año siguiente Mazda ya no pudo participar con motores Wankel en esa carrera al cambiarse el reglamento.
A fecha de junio de 2014, son numerosos los productores que ofrecen motores Wankel y otros con diversas tecnologías, fundamentalmente de pequeño tamaño, adaptables a Kart, aviones ultraligeros, motoplaneadores, generadores eléctricos, etc., por ejemplo: Aixro (Alemania), Austro (Austria), Cubewano (RU), e-go (RU), Freedom-Motors (Moeller)-(EE. UU.), Rotron (RU), Sparcs (RU), Wankel-AG (Alemania)

## Dificultades técnicas
Curtiss-Wright demostró que el factor que controla las emisiones de hidrocarburos no quemados (HC) era la temperatura de la superficie del rotor, a mayor temperatura, menos concentración de HC sin quemar en los gases de escape, y demostraron también que se podía ensanchar el rotor manteniendo el resto de la geometría del motor y aumentando así el desplazamiento y la potencia. Otros fabricantes proponen que la causa fundamental de la emisión de contaminantes a altas rpm es la extinción de la llama (Quenching) en los bordes de la cámara de combustión, y a bajas rpm, las fugas en la estanqueidad, y la menor PME (Presión Media Efectiva) en la cámara de trabajo, más notables bajo carga parcial, el régimen más frecuente en automoción. El motor Wankel por sus propias características produce poca contaminación por NO; uno de los procedimientos clásicos de reducción de emisiones de NO ha sido la recirculación de los gases de escape, que en el motor Wankel era un rasgo intrínseco. (En general, en los motores se producen más NOx si la temperatura en la cámara de combustión es más alta; según Harry Ricardo -1920, por cada 1% de incremento de la proporción de gases de escape en la mezcla que entra en el tiempo de admisión, se produce un descenso de 45 °F en la temperatura de la llama).
Yanmar Diesel ha publicado información referente a las características propias de diversas formas y posiciones del hueco de combustión en la superficie del rotor en relación con el número y posición de la/s bujía/s, (Puede verse también en el libro de Kenichi Yamamoto "Rotary engine"); en sus motores de pequeño desplazamiento y refrigeración del rotor por mezcla aire/combustible, Yanmar Diesel y Toyota (SAE paper 790435) comprobaron que la colocación de una válvula de láminas (Reed-Valve) en el colector de admisión, o cerca de la lumbrera de admisión, mejoraba las actuaciones bajo carga parcial y a bajas rpm., que es donde el rendimiento volumétrico del Wankel es menor.
En motores de mayor tamaño, Mazda, que en algún momento tuvo en venta motores con el hueco de combustión en forma de gota con la cola hacia atrás de la cámara de combustión, lo que Yanmar Diesel llamó LDR, y dobles segmentos en las caras laterales del rotor, con el tiempo pasó a fabricar motores con el receso en posición central y segmentos únicos en los laterales, buscando un compromiso entre consumo y emisión de gases contaminantes; también abandonaron los segmentos de vértice de tres piezas (Pat. española 0418430 de Citroën) en favor de los de dos piezas al estilo de los del motor de OMC. Se ha propuesto (Video: 'Rotary Engine breakthrough' en YouTube) que cambiar la forma del hueco para la bujía en la superficie del estator, de redondo a una hendidura de no más de 1'5 mm, disminuiría en un 60% la temperatura de los gases de escape, y de los primeros tiempos del motor de combustión interna se sabe que a menor relación de compresión, mayor temperatura de los gases de escape. Kawasaki (patente US 3.848.574 de 1974) propuso modificar el agujero de la bujía en la superficie de trabajo, a uno en forma de cola triangular dirigida hacia la zona posterior de la cámara de combustión, con lo que obtuvieron mejoras en economía de combustible y reducción de las emisiones contaminantes en el escape.
Inicialmente, algunos motores Wankel tenían las lumbreras de admisión y escape en las caras laterales del rotor, lo que produjo problemas de distorsiones térmicas y de depósitos de carbonilla y de gomas, que solo llegaron a resolverse en el motor Renesis de Mazda mediante la colocación de segmentos especiales rascadores en la caras laterales del rotor, y mejoras en los materiales, como inclusión de piezas de materiales cerámicos. Las lumbreras laterales evitan el solapamiento de los tiempos de admisión y escape que podría producir entrada de gases quemados en la fase de admisión, y salida de mezcla aire/combustible sin quemar al sistema de escape, ambas cosas pueden ser perjudiciales para la emisión de gases contaminantes. La entrada de gases de escape al tiempo de admisión producía lo que se llamaba en inglés: "misfirings", o ciclos sin encendido de la mezcla, también desfavorables para la estabilidad del ralentí y el consumo.
De las dos disposiciones posibles para las lumbreras de admisión, la periférica y la lateral, se sabe que la periférica obtiene la máxima presión media efectiva (PME) en el motor, especialmente con una lumbrera de forma rectangular y más a altas rpm (SAE paper 288A), pero en uso automovilista fuera de la competición se han preferido (Mazda) las lumbreras de admisión laterales, una o varias por rotor, que proporcionan un mejor régimen de ralentí y actuaciones bajo carga parcial. El motor Renesis del RX8 de Mazda, emplea lumbreras laterales tanto de admisión como de escape, con lo que elimina totalmente el cruce o solapamiento entre las fases de admisión y escape, suprime la recirculación de gases de escape y la salida de mezcla aire/combustible sin quemar por el escape, este motor Renesis obtuvo unos consumos razonables y buenas actuaciones a bajo régimen, cumpliendo al mismo tiempo las normas anticontaminación más severas.
Algún motor Wankel de los primeros tiempos producía un ruido que los mecánicos comparaban al que hace un motor convencional poco antes de fundir una biela; el ruido se debía a las tolerancias entre el engranaje del eje y el del rotor que era necesario establecer para no comprometer la duración del motor. Ya se ha solucionado (Libro de K Yamamoto, 1.ª edición, 1969). El motor Wankel funciona mejor con sistemas de escape con baja presión, la configuración y longitud de los conductos de admisión y escape también influye en las características y rendimiento del motor, y en los primeros tiempos, la mayor temperatura de los gases de escape facilitó el uso de sistemas de reactor térmico o de post-combustión de la mezcla incompletamente quemada en la cámara de combustión, instalados después de las lumbreras de escape, con mezclas combustible/aire más adecuadas y en algunos casos con un dispositivo específico que inyectaba aire en esa zona, más barato que los catalizadores de los primeros tiempos, hechos con metales semipreciosos. La temperatura de los gases de escape está en relación inversa con la relación de compresión efectiva de los motores, a menor relación de compresión, geométrica o efectiva (PME), mayor temperatura de los gases de escape.
Otro problema inicial fue la aparición de arrancamientos de material y fisuras en la superficie de la epitrocoide, a las que los ingenieros llamaron: 'Arañazos del diablo', unas se debían a incompatibilidades entre el material de recubrimiento de la epitrocoide y el de los segmentos de vértice, y otras -'chattered marks', marcas de repiqueteo- a vibraciones por resonancia en esos segmentos de arista, tema que abordaron reduciendo el peso de los segmentos y su tamaño; la aparición de grietas en la zona donde se colocaba la bujía se resolvió colocando la bujía en un casquillo incrustado en el bloque, en vez de ir la bujía atornillada directamente sobre el bloque mismo, y también a través de la mejora de materiales. Para ajustar los segmentos de vértice a las dilataciones térmicas que se producen con el motor en funcionamiento, Mazda modificó los segmentos de vértice, a los que daba una altura distinta en la zona central del segmento respecto a las zonas laterales (En inglés "crowning" -coronamiento-) y Citroën patentó unos segmentos formados por varias piezas, dos triangulares en los extremos y una pieza central; Mazda había instalado durante un tiempo unos segmentos de vértice en los que la sección central estaba dividida en dos partes por una línea horizontal paralela al eje mayor del segmento, y, también de forma temporal, doble segmentación en las caras laterales del rotor; otros fabricantes colocaban segmentos de vértice de dos o de una única pieza.
Los últimos motores Wankel de producción en serie son del tipo de motores rápidos, que entregan su potencia a altas rpm, y con peor rendimiento en todos los sentidos en la zona de carga parcial y bajas rpm, aunque el motor de 40 litros de desplazamiento que fabricó Ingersoll-Rand daba la máxima potencia a unas 1500 r. p. m. David W. Garside de Norton declaró que habían conseguido solucionar el problema de la elasticidad, y construir un motor que daba toda su potencia a pocas rpm. Parece que un cierre más tardío de la lumbrera de admisión en el ciclo, y unos conductos de admisión más largos, que favorecen la resonancia, con ondas de presión que mejoran el llenado, y también una mayor excentricidad en el rotor, equivalente a la carrera de los motores alternativos, permiten conseguir motores con más par y potencia a bajo régimen de giro; algunos de estos conceptos se aplicaron en el motor con el que Mazda ganó en las 24 horas de le Mans, con conductos de admisión de longitud variable, a modo de un trombón de varas, según las rpm. Hay más estudios sobre la influencia del diseño de los colectores de admisión y escape en las actuaciones -"performances" en inglés- de los motores Wankel. (SAE paper 2012-32-0064). Toyota obtuvo una mejora del 7% en el consumo, especialmente a pocas rpm y bajo carga parcial, con la inyección de aire en la zona de las lumbreras de escape, y poniendo una bujía de incandescencia continua en lugar de la de chispa en la posición avanzada de la cámara de combustión (SAE paper 790435)

## Materiales
Para el estator o bloque motor se han utilizado aleaciones de aluminio, aluminio/silicio o Al/Si/Cu, por ejemplo la aleación Alcoa A-132, ya que el aluminio tiene una mayor conductividad térmica y un coeficiente de dilatación más adecuado. En el interior del bloque se colocaba una chapa de acero con la forma de la epitrocoide, con rugosidades en su cara externa para asegurar el anclado al bloque, y sobre esta lámina se aplicaba una capa de revestimiento antifricción, que al mismo tiempo permitía que se mantuviese una lámina de aceite lubricante, como por ejemplo la aleación Nickasil que usó Comotor (Citroën-NSU), Nikasil que siguió utilizando Derbi en el recubrimiento del interior de los cilindros de sus motores de motocicleta. Los rotores se suelen fabricar en fundición y también de aluminio. Suzuki íntentó, para resolver el problema de la duración del estator del motor, extendiéndola a más de 250.000 km, el uso de segmentos de vértice hechos de la aleación ferrotic, junto con el revestimiento de la superficie de trabajo del estator descrito por A EP Grazen.
Se dice que los prototipos de motor rotativo Wankel que construyó General Motors -GM- tenían una duración superior a los 800.000 km, y aunque GM aseguró haber resuelto el problema de la economía en el consumo del motor Wankel, no llegaron a poder resolver en un mismo diseño los problemas del consumo y de la emisión de gases contaminantes, K Ludvigsen da cifras comparativas de emisiones y consumo entre los rotativos de Mazda y de GM. Las máquinas-herramienta para producir motores Wankel de OMC (Outboard Marine Co) y GM (General Motors) y la tecnología de John Deere las adquirieron Freedom-Motors y Möller, el club Wankel alemán tendría los elementos de producción de los motores rotativos Sachs. Inicialmente era necesaria una máquina específica para producir cada tamaño distinto de motor rotativo, pero una empresa inglesa patentó una: "Máquina generadora de epitrocoides" que facilitaba la producción de modelos distintos con la misma maquinaria.

## Combustible
Dada la ausencia de puntos calientes en la cámara de combustión, se ha calculado que una gasolina con un octanaje de 87 es suficiente para un motor Wankel, lo que puede representar una ventaja práctica. Para la lubricación, que se hace como en los motores de dos tiempos mediante mezcla combustible y aceite, se han usado los sistemas de mezcla previa o una bomba dosificadora que añade una pequeña cantidad de aceite a la admisión, lubricante igual al empleado para la lubricación y refrigeración del rotor, pero gente con experiencia en el uso de motores rotativos indica como medida de precaución añadir a la gasolina al menos un 1% de aceite lubricante, como en los motores 2T de antes, pues sería fácil que se descebe la bomba de aceite, y quede el motor sin lubricación suficiente, acelerándose el desgaste, que también se puede disminuir redondeando las aristas de las lumbreras y agujeros de las bujías, para que un eventual choque entre los segmentos y la superficie de la epitrocoide sea más suave. Pueden usarse también lubricantes sólidos, del tipo de MoS2, bisulfuro de Molibdeno, añadidos al aceite o a la mezcla. En los motores con refrigeración por la mezcla de aire/combustible, uno de los aceites que dio mejores resultados fue el Shell Rotella 30. Hoy, muchos utilizan aceites para motores de 2T, tipo Mobil 1. Los motores con refrigeración líquida necesitan un lubricante multigrado para facilitar los arranques en frío, aceite que inicialmente debía ser de naturaleza mineral y no sintético para evitar la producción de cenizas y gomas en la combustión. Al igual que en los motores alternativos, el acelerar el motor Wankel antes de que haya llegado a su temperatura ideal de funcionamiento aumentaba en gran medida el desgaste del motor y las emisiones tóxicas en el escape, y el acelerar un motor Wankel en vacío, sin carga que emplee la potencia, podría facilitar el que se transmitiese el frente de llama a la cámara previa en tiempo de admisión, destruyendo el motor.

## Otros motores rotativos
Además del motor que inventó Félix Wankel (www.der-wankelmotor.de) ha habido y hay muy diversos tipos de motores rotativos, por ejemplo el del jesuita José Ignacio Martín-Artajo, o el que construyó e hizo funcionar el francés J C Lefeuvre, la canadiense Quasiturbine, o varias patentes concedidas al español José Mª Bosch-Barata (oepm n.º 0228187, 0254176 o 0407242). La empresa Renault, en colaboración con la Rambler, trabajó en el desarrollo de un motor rotativo de pistones lobulados (patente española n.º 0313466). Jan P. Norbye publicó en 'Popular Science', enero de 1967, páginas 80-85, un trabajo: 'Rivals to the Wankel: A Roundup of Rotary Engines', que resumía los conceptos básicos de motor rotativo distintos del Wankel en estudio en ese momento.